# Liste de fromages danois
 (février 2014).
Si vous disposez d'ouvrages ou d'articles de référence ou si vous connaissez des sites web de qualité traitant du thème abordé ici, merci de compléter l'article en donnant les références utiles à sa vérifiabilité et en les liant à la section « Notes et références ».

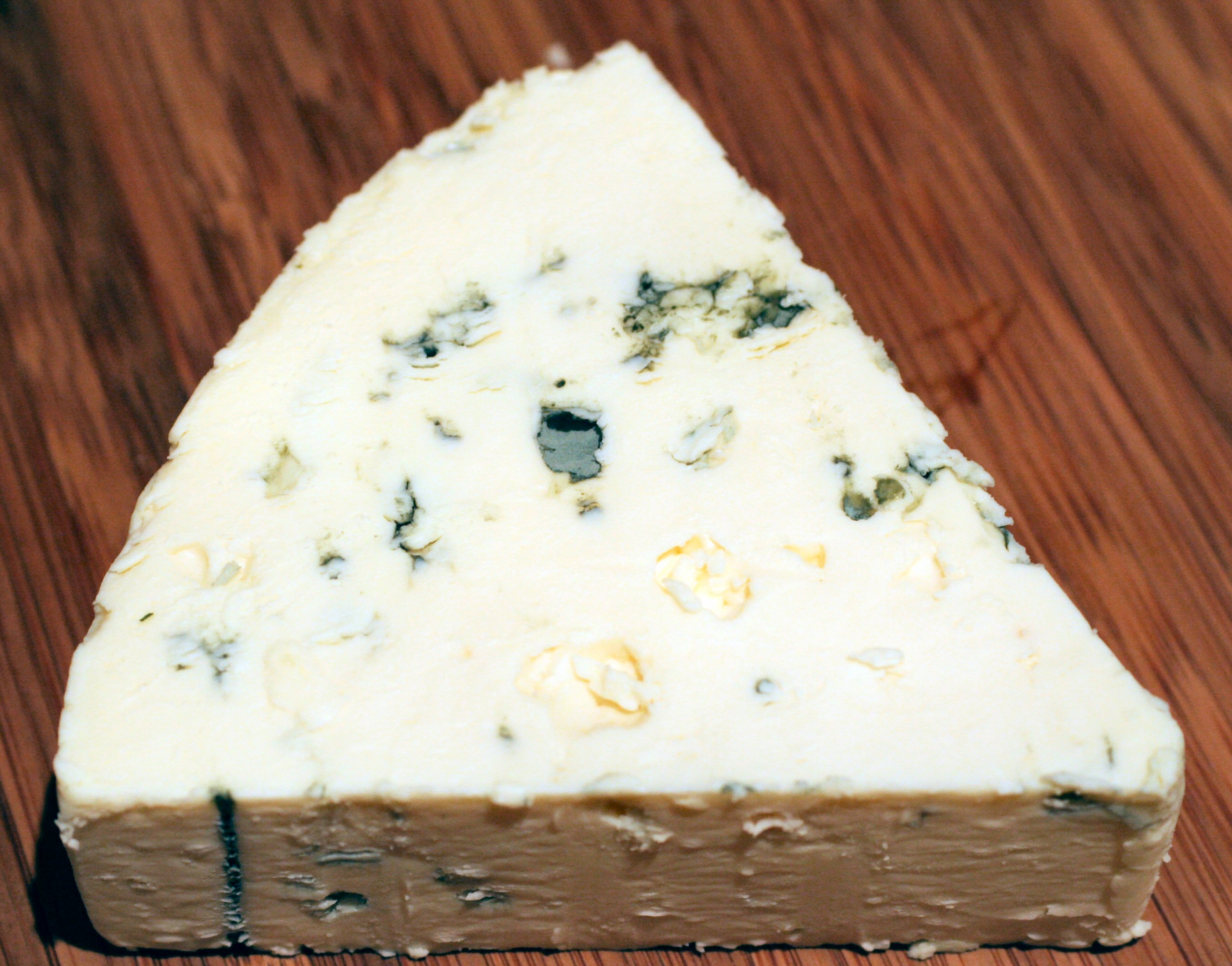
Bleu danois.

- Bleu Castello, fromage noir  à pâte persillée, très crémeux et goûteux.
- Bleu danois
- Danablu AOP, fromage bleu à pâte persillée, avec un texture crémeuse et une saveur légèrement piquante.
- Esrom, AOP, fromage au lait de vache, à pâte  percée de petits trous. Sa saveur est épicée et prononcée.
- Havarti crémeux ou fort. Fromage au lait de vache, proche de l'Esrom, mais moins goûteux. Sa pâte pressée est percée de petits trous et de petites fentes.
- Provolone doux
- Rosenberg bleu, fromage bleu à pâte persillée.
- Tybo, fromage à base de lait de vache et à pâte molle à croute lavée.